# 나·들
나·들은 한겨레신문이 발행하는 월간지다. 2012년 10월 22일 창간되었다.
제호인 '나·들'은 평범한 개인인 ‘나’와 사람‘들’이다. 사람 중심 저널리즘을 표방 하고 있다.